# Salamone Rossi
Salamone Rossi, detto l'Ebreo (Mantova, 19 agosto 1570 circa – Mantova, 1630), è stato un compositore e musicista italiano vissuto nel tardo rinascimento e nel primo barocco.

## Biografia

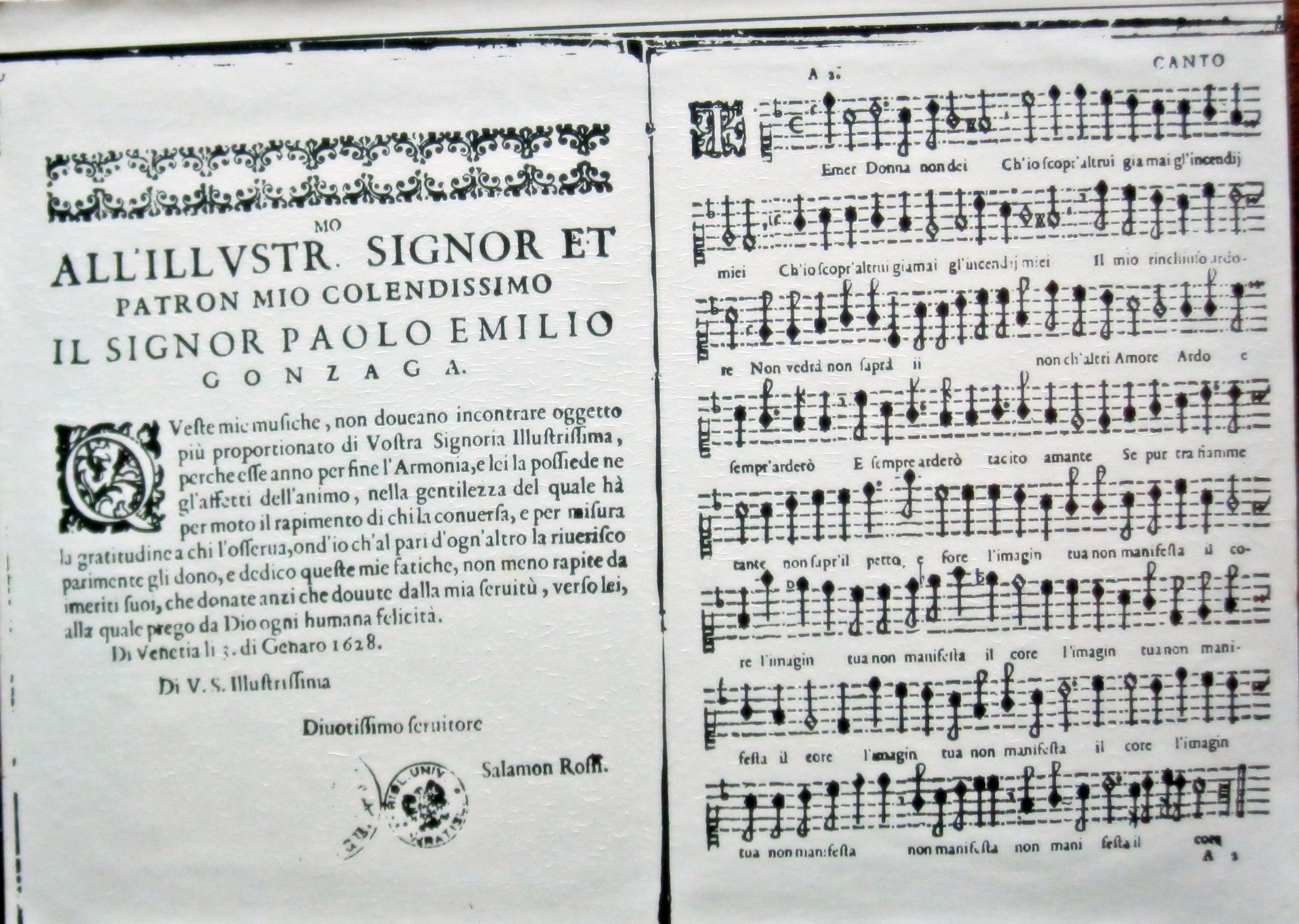
Apertura del Madrigaletti di Salomone de Rossi, Venezia, 1628

Nacque a Mantova nel 1570 circa in una famiglia della vasta comunità ebraica mantovana, protetta dai Gonzaga. Con la famiglia dominante ebbe rapporti intensi e duraturi particolarmente con il duca Vincenzo I. In occasione delle nozze di Francesco IV Gonzaga con Margherita di Savoia compose, tra lʼaltro, il primo e il quinto intermedio per Lʼidropica, commedia di Battista Guarini rappresentata il 2 giugno 1608. Sul fronte della musica strumentale diresse i due ensemble attivi a corte. Formò anche un duo, conosciuto anche nelle altre corti dell'epoca, con il cantante, danzatore e violinista ebreo Isaac Massarano.
Celeberrimo ai suoi tempi, lasciò un'impronta personale nella produzione strumentale, essendo tra i primi a sviluppare la tecnica della variazione e a trattare la Sonata a tre. Tenne una delle prime scuole violinistiche e introdusse nella salmodia ebraica lo stile polifonico del madrigale. Consapevole dell'importanza, in prospettiva, della pratica esecutiva del madrigale accompagnato, Salamone Rossi fu il primo a dare alle stampe un libro che la ufficializzasse (Il primo libro de madrigali… con alcuni di detti madrigali nel chittarrone, a cinque voci, 1600).
Nella sua opera salmodica (mottetti) il Rossi fu largamente influenzato dal Salterio ginevrino di cui riprende molte melodie.

### Morte
Morì nel 1630 a Mantova, probabilmente di peste.

## Lavori

### Composizioni vocali
- Un libro di Canzonette a tre voci
- Vari libri di Madrigali a cinque voci
- Una serie di Salmi e Cantici ebraici a quattro, cinque, sei e otto voci
- Un libro di Madrigaletti a due voci (due soprani o due tenori) con il basso continuo

### Composizioni strumentali
- Due libri di Sinfonie e Gagliarde da tre a cinque voci
- Due libri di Varie Sonate, Sinfonie, Gagliarde, Brandi e Correnti per sonare due viole da braccio et un chitarrone o col basso per il cembalo